# Costanzo Centofiorini
Costanzo Centofiorini (Civitanova Marche, 1594 – Roma, 1677) è stato un funzionario italiano, prefetto dell’Archivio apostolico vaticano, maestro di camera di papa Innocenzo X e membro della Compagnia di Gesù.

## Biografia
Figlio di Lucio Centofiorini e di Cornelia Sinibaldi, di nobile famiglia di Osimo, nacque a Civitanova, nella Marca di Ancona, nel 1594. Il padre, nobile di Civitanova, era ben introdotto nei palazzi romani attraverso il cugino Orazio Centofiorini, maestro di camera di papa Sisto V. Costanzo si addottorò in utroque all'Università di Fermo nel 1616 insieme al fratello Fabio Centofiorini. Costanzo, Fabio e altri tre loro fratelli (Ludovico, Carlo e Giuseppe) avrebbero assunto cariche di rilievo sotto il papato di Innocenzo X (1644-1655).
Il 10 ottobre 1644 lo stesso pontefice nominò Costanzo Centofiorini prefetto dell'Archivio apostolico vaticano,
 incarico che egli mantenne fino all'agosto 1656. In tale veste Centofiorini collaborò con il gesuita Pietro Sforza Pallavicino impegnato nella redazione della sua Istoria del Concilio di Trento. Inoltre Costanzo Centofiorini fu segretario dei memoriali e maestro di camera di papa Innocenzo X.
Nel 1656 egli entrò nella Compagnia di Gesù; due anni più tardi contribuì con 20.000 scudi alla costruzione di Sant'Andrea al Quirinale, la chiesa berniniana del Noviziato dei Gesuiti, di cui era procuratore il fratello Giulio Cesare.
Costanzo Centofiorini morì il 13 febbraio 1677 a Roma, nella casa del Noviziato dei Gesuiti presso la quale aveva trascorso i suoi ultimi anni.